# Masterbach
El Masterbach o Masterbatch (MB) és una dispersió de pigments en forma de partícules finíssimes i additius sòlids o líquids, que s'utilitza en diferents resines plàstiques per donar-los-hi color o altres propietats als polímers mitjançant la dosificació d'un concentrat de colorants, pigments i additius dispersats en una matriu polimèrica.
Els concentrats de color o Masterbach són un mètode senzill per a la coloració de termoplàstics i s'aconsegueixen coloracions de gran uniformitat degut a l'òptima dispersió del pigment. Es presenta en forma de grànuls. La concentració pigmentaria, pels pigments orgànics, oscil·la entre el 15 i el 30% i pels inorgànics fins a un 60%. Les dosis que s'han de posar depenen de la resina a la qual s'intenti donar color i de l'espessor del producte final, però normalment oscil·la entre el 2 i el 4%.

## Tipus
Bàsicament existeixen tres grups de masterbach:
- Masterbach de color (monopigment o a mesura) utilitzat per donar color a productes de plàstic.
- Masterbach d'additiu, que determina propietats dels productes finals (ex: Estabilitzants d'UV, protecció contra les flames, antiestàtica o antiblogueig).
- Masterbach de combinació de colors i additius.

## Qualitat
La qualitat del Masterbach es mesura per la mida de la partícula del pigment incorporat i pel grau de compatibilitat del producte amb la matèria plàstica a la que se li vol donar color.
Perquè hi hagi un bon comportament del concentrat és molt important l'adaptació de l'índex de fluïdesa (MFI). Perquè el matís obtingut sigui completament homogeni, és necessari que la viscositat del Masterbach no sigui superior a la del plàstic que se li vol donar color. La viscositat del Masterbach augmenta a l'augmentar la concentració de pigments, per això s'ha d'utilitzar una resina suport amb una viscositat molt més baixa que la del polímer que es vol pintar, és a dir, ha de tenir un MFI de dues a cinc vegades superior.

## Avantatges
La utilització del Masterbach té certs avantatges que cal destacar:
- Treball net i sense contaminació.
- És de fàcil manipulació.
- Es pot comprar el color final ajustat com el necessitis.
- La dispersió del pigment és òptima
- Permet la dosificació automàtica
- Presenta la possibilitat de pintar materials de recuperació en colors iguals o més intensos que el del recuperat.

## Inconvenients
Amb la utilització del Masterbach es poden produir possibles inconvenients que, de forma espontània, li poden sorgir a l'usuari a conseqüència de deficiències en la fabricació del concentrat o bé per una utilització inadequada d'aquest.
Trobem els següents inconvenients:
- Dispersió del pigment insuficient o dolenta (fa que apareguin partícules o aglomerats mal repartits que es veuen a la superfície de la peça en forma de punts, ràfegues, taques, etc.).
- Barreja deficient del Masterbach en el polímer (es veu en les desigualtats de les peces produïdes, especialment entre peça i peça).
- Oxidació del suport (provoca la degradació de la resina i afecta a les seves propietats físiques i químiques, de manera que, el producte fa mala olor i té les superfícies “enganxifoses”)

## Procés de fabricació
El sistema convencional de fabricació d'un concentrat parteix del pigment en pols, però també es pot utilitzar el pigment en forma de pasta de filtre premsa, que és un sistema que permet obtenir una dispersió superior.
La incorporació d'alts percentatges de pigments en pols en el suport requereix, a part de l'exigència d'una bona dispersió, un elevat aportament energètic que només es pot aconseguir amb la utilització de maquinària especial (mescladors interns, extrusora de doble cargol, extrusora planetària, etc.) que ha de tenir els següents requisits i característiques:
- Alta força de cisallament per tal d'aconseguir la dispersió dels aglomerats que es puguin produir.
- Longitud de cargol suficient per poder assegurar una distribució de les partícules de pigment perfecte.
- Grans superfícies d'intercanvi de calor perquè en el procés de refredament ha d'impedir que l'energia dissipada pel cisallament del material no condueixi al seu reescalfament i això comporti una disminució de la viscositat.
- Velocitat de rotació elevada, ja que, el cisallament creix linealment amb el nombre de revolucions.
- Ha de ser fàcil netejar-la i canviar de color i de material àgilment.

El procés de dispersió té tres etapes:
- Fragmentació d'aglomerats
- Humectació de les partícules pigmentàries pel polímer termoplàstic
- Distribució regular de les partícules del pigment en aquest.

### Llibres
- Gili Bas, Enric. Coloración de materias plásticas (en castellà).  Santa Perpètua de Mogoda: Centro español de plásticos, 1990.
- Peña Andrés, Javier. Selección de Materiales en el Proceso de Diseño (en castellà).  Barcelona: Ediciones CPG, 2008.

### Web
- Derplast [en línia]. Venezuela: desconegut, desconeguda. [Consulta: 2/04/2014].
- «QUE ES Y PARA QUE SIRVE EL MASTERBATCH» (en castellà).  Barcelona:  IQAP masterbatch. Arxivat de l'original el 2014-03-07. [Consulta: 11 març 2014].
- Materfad [en línia]. Barcelona: Materfad, desconeguda. [Consulta: 2/02/2014]. Disponible a: http://es.materfad.com/material/154 Arxivat 2014-03-07 a Wayback Machine.